# Chlorose panachée des agrumes
La chlorose panachée des agrumes, parfois désignée par le sigle CVC (de l'anglais Citrus variegated chlorosis), est une maladie bactérienne causée par une sous-espèce de la bactérie Xylella fastidiosa chez diverses espèces d'agrumes, principalement les orangers (Citrus sinensis).
Cette maladie a été observée pour la première fois en 1984 en Argentine, puis s'est étendue dans certaines régions d'Amérique latine.
Elle est transmise par des cicadelles ou par des greffons infectées.
La maladie se manifeste par une chlorose des feuilles accompagnée de production de gomme. Les fruits restent petits, durcissent et sont rapidement impropres à la commercialisation. 

## Distribution
La chlorose panachée des agrumes a été observée exclusivement en Amérique latine : Argentine, Brésil, Costa Rica, Paraguay.

## Symptômes
La chlorose panachée se manifeste généralement au départ par une chlorose apparente à la face supérieure des feuilles, tandis qu'une lésion renflée gommeuse apparaît à la face inférieure. Cette chlorose peut prêter à confusion avec les signes d'une carence en zinc. 
Lorsque la maladie s'étend, on constate le dépérissement de rameaux.
Sur les fruits, les symptômes sont une réduction de la taille, le durcissement de l'écorce, une maturité plus précoce et une augmentation importante du taux de sucres.

## Plantes-hôtes
La chlorose panachée affecte principalement les orangers (Citrus sinensis). Toutes les variétés d’oranges douces sont sensibles à la maladie. Au Brésil, la maladie a infecté en particulier les cultivars 'Pera', 'Hamlin', 'Natal' et 'Valencia', sur tous les porte-greffes couramment utilisés dans le pays : Citrus × limonia, Citrus reshni et Citrus volkameriana. 
Les autres agrumes, citronniers, mandariniers et leurs hybrides, limettiers, kumquat, pomelo, sont soit résistants, soit tolérants, ces derniers permettant une certaine multiplication de la bactérie mais sans présenter les symptômes de la maladie.
Le caféier est affecté au Brésil par une maladie appelée requeima do cafeeiro (brûlure du caféier) causée par une souche de Xylella fastidiosa, qui s'est révélée être génétiquement très proche de la souche affectant les agrumes. La bactérie pourrait s'être transférée des caféiers vers les orangers, arbres cultivés dans les mêmes régions et parasités par les mêmes espèces d'insectes vecteurs (cidadelles). 

## Méthodes de lutte
En l'absence actuellement (2015) de méthodes efficaces de lutte directe, la gestion de cette maladie passe essentiellement par la prévention (prophylaxie) : utilisation de matériels de propagation (greffons, graines) exempt de la bactérie et mise en place de mesures strictes de quarantaine. 
Lorsqu'une épidémie est déclenchée, l'éradication des arbres infectés peut être envisagée seulement si l'épidémie est localisée et à condition que soient aussi éradiquées les autres plantes-hôtes de la bactérie. 
La maîtrise des insectes vecteurs peut se faire par des méthodes culturales ou chimiques (insecticides).
Elle repose sur l'éradication des diverses plantes-hôtes des insectes vecteurs dans les vergers ou au voisinage de ceux-ci par des traitements herbicides ou par le fauchage régulier des mauvaises herbes. Divers insecticides systémiques, comme l'imidaclopride, l'acétamipride et la fenpropathrine, ont montré leur efficacité contre les cicadelles vectrices. 
Des traitements antibiotiques peuvent théoriquement permettre de réduire le développement des symptômes, sans toutefois éliminer totalement la bactérie, mais ils sont impraticables sur le plan économique et phytotoxique pour les arbres.
Lorsque la bactérie est installée, un plan de lutte intégrée, combinant ces diverses méthodes, est nécessaire pour continuer l'exploitation des orangeraies.

## Histoire
La maladie a été observée pour la première en 1984 en Argentine, à Alto Paraná dans la province de Misiones, sans que la cause puisse être identifiée.
Puis, en 1987, elle a été signalée au Brésil, dans le nord de l'État de São Paulo et dans le sud du Minas Gerais, et s'est diffusée ensuite dans tous les États producteurs d'agrumes du pays.
La maladie était au départ confondue avec la maladie du dragon jaune, autre maladie bactérienne des agrumes.
Des échantillons de plantes malades ont été envoyés pour analyse d'une part à l'Institut national de la recherche agronomique (INRA) en France et d'autre part au Citrus Research and Education Center (CREC) de Lake Alfred en Floride (États-Unis). 
En 1993, les chercheurs de l'INRA ont réussi à isoler dans les vaisseaux du xylème sur des échantillons reçus du Brésil et à cultiver un grand nombre de bactéries identifiées comme étant d'une souche particulière de Xylella fastidiosa. Ces bactéries inoculées à des plants sains ont permis de reproduire la maladie, vérifiant ainsi le postulat de Koch. Ces résultats sont confirmés par les chercheurs américains dans une étude publiée en 1994.  